# Limberg (Naturschutzgebiet)
Limberg ist ein Naturschutzgebiet auf dem Gebiet der baden-württembergischen Gemeinde Sasbach am Kaiserstuhl.

## Kenndaten
Das Naturschutzgebiet wurde mit Verordnung des Regierungspräsidiums Freiburg vom 16. August 1973 ausgewiesen und hat eine Größe von 29,4 Hektar. Es wird unter der Schutzgebietsnummer 3.087 geführt. Der CDDA-Code für das Naturschutzgebiet lautet 82096  und entspricht der WDPA-ID.

## Lage und Beschreibung
Das Schutzgebiet an der Westseite des Limbergs liegt rund einen Kilometer nordwestlich von Sasbach direkt am Rhein. Es liegt im Naturraum 200-Markgräfler Rheinebene innerhalb der naturräumlichen Haupteinheit 20-Südliches Oberrheintiefland. Es ist Teil des FFH-Gebiets Nr. 7911-341 Kaiserstuhl und des Vogelschutzgebiets Nr. 7912-442 Kaiserstuhl.

## Schutzzweck
Wesentlicher Schutzzweck ist der Schutz des größten und geschlossensten Vorkommens des Flaumeichenwaldes (Busch- und Hochwald) im Kaiserstuhlgebiet und der Reste des Seggen-Lindenwaldes, einer für das südliche Oberrheingebiet sehr bezeichnenden Waldgesellschaft. Der Seggen-Lindenwald konnte sich nur auf solchen Standorten halten, wo die Rotbuche bei ihrer nacheiszeitlichen Einwanderung nicht in ihn eindringen konnte.